# 俞梅荪
俞梅荪（1953年—），男，生于中国北京，俞颂华之孙，1984年毕业于北京大学法律系，公共知识分子、法律学者，前国务院办公厅秘书。1984至1994年从事立法工作，曾任国务院经济法规研究中心综合秘书组组长、中国经济法研究会研究部主任、国务院办公厅秘书，任顾明秘书。参与《“七五”立法规划》和一些重要法律法规的起草，后因“泄露国家机密罪”入狱三年。出狱在上海流浪維權上訪五年无果。。2002至2012年，俞幫助各地约20來萬失地農民維權，人均討回安置補償款12000元，共計5億元。

## 人物生平
- 1953年生于中国北京；
- 1984年毕业于北京大学法律学系；
- 1984年起在中南海国务院经济法规研究中心、国务院法制局从事立法工作，历任综合秘书组副组长、组长，参与中华人民共和国“七五立法”[5]规划和一些重要法律法规的起草；
- 1987年起，任中国经济法研究会研究部副主任、主任，《经济法制》杂志编辑部主任；
- 1986年任《经济法治系统工程研究》课题组长；
- 1989年起担任国务院办公厅秘书，担任全国人大法律委员会副主任顾明的秘书；
- 1991年被评为经济法学副研究员；
- 1992年2月，中共「十四大」召開前夕，上海《文匯報》黨委書記兼總編輯張啟承和《文匯報》駐京辦主任王捷南向俞梅蓀求援，以利宣传口径，俞梅蓀讓他們看了《十四大徵求意見稿》，但王捷南竊取並盜印了俞梅蓀保管的中央文件。
- 1994年1月，俞梅蓀被北京市国家安全局以涉嫌危害国家安全的泄密罪逮捕。时任第七屆全國人大法律委員會副主任、中國政法大學校長江平為俞梅蓀做無罪辯護。江平辯護指：「俞梅蓀在王捷南多次懇求下，為對黨報工作給予支持，將文件給王參閱。王安排他人與俞梅蓀談話，藉機躲開俞的視野，在另外房間將檔偷偷複印。」「俞主觀上不存在洩密的故意，未造成嚴重後果，不構成犯罪。」法庭不予采信，同年八月，判处俞梅蓀有期徒刑三年；北京市高級人民法院駁回上訴。[3]
- 1997年，俞梅蓀刑滿回到上海，开始了长达十余年的维权上访历程。
- 2002至2012年，在顧明、江平、張思之的鼓勵下，俞幫助四川、河北、廣東、黑龍江、福建等地十來起，共20來萬失地農民維權。其中2005年為河北省桃林口水庫1992年的4萬失地農民，人均討回安置補償款12000元，共計5億元。[3]
- 2006年，被中國政法大學聘為兼職研究員。
- 2013年起，俞撰文回憶親歷鄧小平、胡耀邦、彭真、萬裏、習仲勳、喬石、張友漁、顧明、杜潤生、安志文、高尚全、吳敬璉等致力經濟法治建設的往事。